# Outra Forma de Luta
Outra Forma de Luta é um documentário português realizado por João Pinto Nogueira. Estreou-se nos cinemas de Portugal a 16 de abril de 2015.